# 林曾
林曾（1573年—1646年），字则孝，一字明愚，號斗枢，福建漳州府南靖縣康山村人。明朝政治人物。

## 生平
万历四十年（1612年）壬子科福建乡试举人，四十七年（1619年）己未科進士，吏部觀政，四十八年授句容县知县，天啓二年（1622年）调合肥，三年左迁南雄府教授，四年擢國子監助教，转刑部主事，天啓七年貴州主考，丁憂歸。
崇祯四年（1631年）起補户部郎，历知大理、思南二府，升长芦盐运使。时军兴孔亟，卫河以北无坚城，曾捐千金，为倡修濠堞，严要害，城恃以全。归筑土堡，修水塘岸壩，乡人德之。

## 家族
祖父林国平。父林君。